# Joshua Kimmich
Joshua Walter Kimmich (pronunciación en alemán: /ˈjoːzu̯aː ˈkɪmɪç/) (Rottweil, Alemania, 8 de febrero de 1995) es un futbolista alemán que juega como centrocampista o defensa en el Bayern de Múnich de la Bundesliga alemana.
Conocido por su versatilidad, pases, disparos, tacleadas y agresividad, ha sido considerado el mejor mediocampista del mundo y uno de los mejores laterales derechos del mundo. A menudo se le compara con el excapitán del Bayern de Múnich Philipp Lahm y se le considera su sucesor.
Se unió al Bayern de Múnich procedente del R. B. Leipzig en 2015 con un contrato que duraría hasta 2020. En la temporada 2019-20, después de ganar el triplete continental con el Bayern de Múnich, Kimmich fue incluido en el Equipo del Año de la UEFA, el FIFA FIFPro Men's World11, y fue reconocido como el Defensor de la Temporada de la Liga de Campeones de la UEFA.

## Trayectoria

### Inicios
Jugó en las categorías inferiores del VfB Stuttgart.
Luego pasó a unirse al RB Leipzig en julio de 2013. Stuttgart aseguró una opción de recompra. Hizo su debut en la 3. Liga con el club el 28 de septiembre de ese año, como suplente de Thiago Rockenbach en un empate 2-2 con el SpVgg Unterhaching. Marcó su primer gol profesional en la victoria por 3-2 sobre el FC Saarbrücken el 30 de noviembre de 2013. Terminó la temporada 2013-14 con un gol en 26 apariciones.
Kimmich anotó su primer gol de la temporada en la victoria por 3-2 contra el Unión Berlín el 1 de marzo de 2015. Terminó la temporada 2014-15 con dos goles en 29 apariciones.
Kimmich dejó el club con un recuento de tres goles en 53 apariciones en la liga para el club.

### Bayern de Múnich
El 2 de enero de 2015, Kimmich acordó unirse al Bayern de Múnich con un contrato de cinco años que duraría hasta el 30 de junio de 2020, por una tarifa informada de 7 millones de euros, la mayoría de los cuales fueron al VfB Stuttgart y  a su ex equipo bayern. Hizo su debut con el club el 9 de agosto, comenzando en la primera ronda de la DFB-Pokal contra el FC Nöttingen. Pep Guardiola le dio su debut en la Bundesliga el mes siguiente, el 12 de septiembre, cuando entró en juego como suplente en casa ante el Augsburgo. Cuatro días después, Kimmich hizo su primera aparición en la Liga de Campeones de la UEFA en el primer torneo del Bayern contra el Olympiakos y fue titular en la Bundesliga por primera vez tres días después, jugando 90 minutos contra el SV Darmstadt 98 en una victoria por 3-0.
Kimmich terminó su primera temporada en el Bayern después de haber disputado 23 partidos de liga, de los cuales 15 fueron titular. También jugó los 120 minutos completos en la derrota final de la DFB-Pokal del Bayern de 2016 ante el Borussia Dortmund en el Estadio Olímpico de Berlín el 21 de mayo.

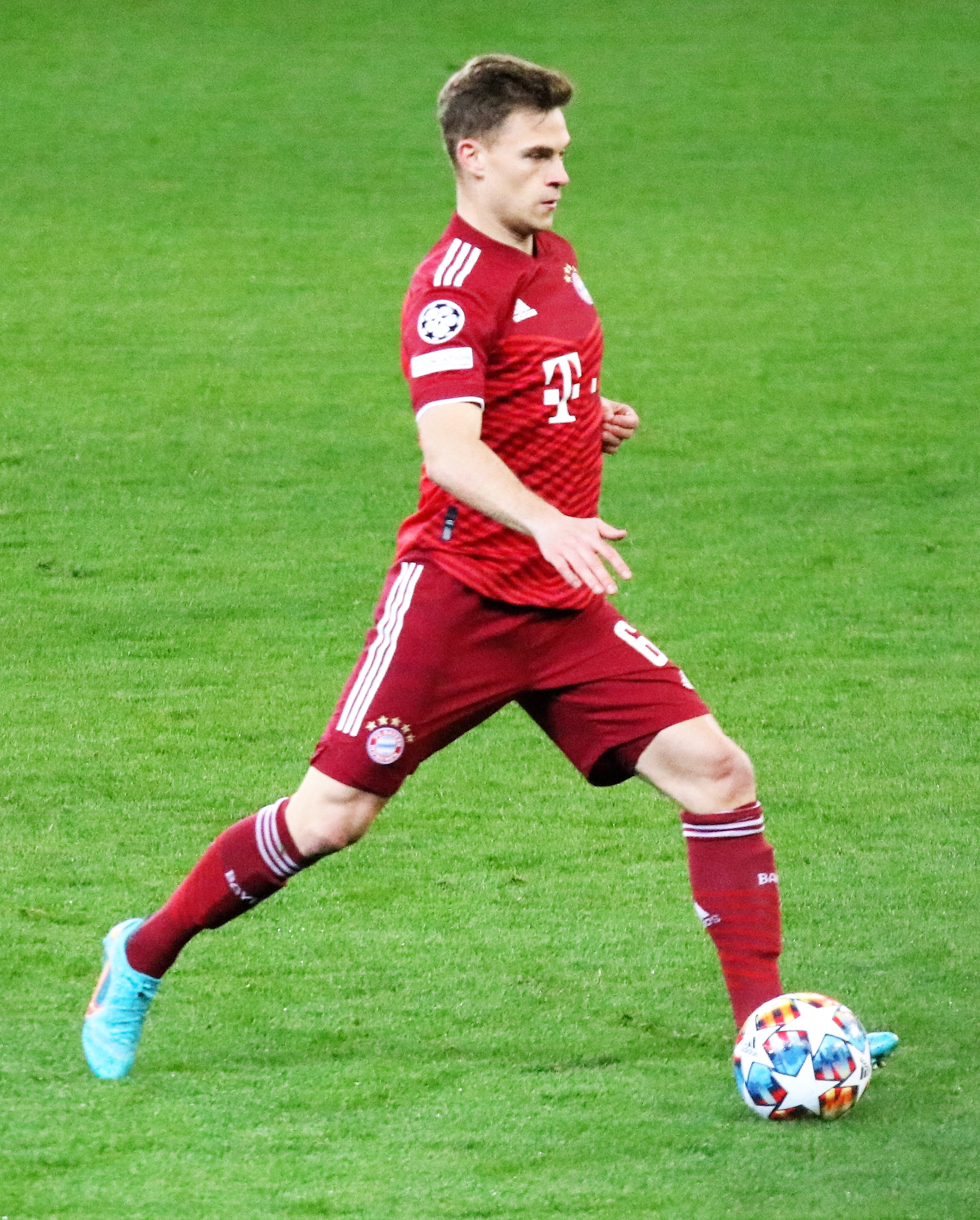
Kimmich con el Bayern de Múnich en 2022.

Kimmich comenzó la temporada 2016-17 ingresando como suplente en la victoria por 2-0 contra el Borussia Dortmund en la Supercopa de Alemania 2016. El 9 de septiembre marcó su primer gol con el FC Bayern en la Bundesliga por 2-0, en la victoria a domicilio ante el FC Schalke 04. Cuatro días después, anotó sus dos primeros goles en la Champions League en la victoria en casa por 5-0 ante el FK Rostov. Kimmich anotó un gol de la victoria al final del minuto 88 en la victoria por 1-0 sobre el Hamburgo. Terminó la temporada 2016-17 con nueve goles en cuarenta apariciones.
Kimmich jugó en la Supercopa de Alemania 2017 y ganó el título cuando el Bayern derrotó a su archirrival Borussia Dortmund en 5–4 penales después de que la prórroga terminara 2–2. El 16 de septiembre, proporcionó tres asistencias totales a los goles de Thomas Müller, Arjen Robben y Robert Lewandowski para derrotar al Mainz con una victoria por 4-0. El 9 de marzo de 2018, Kimmich firmó una extensión de contrato de tres años que dura hasta el 30 de junio de 2023. Logró anotar cada gol tanto en el partido de ida como en el de vuelta en la eliminatoria de semifinales de la Champions League contra el Real Madrid, pero su equipo fue eliminado de la competición por un global de 4-3. Kimmich terminó la temporada 2017-18 con seis goles y diecisiete asistencias en 47 apariciones.
El 12 de agosto, Kimmich comenzó la temporada 2018-19 jugando en la Supercopa de Alemania y también ganó el título cuando su equipo derrotó al Eintracht Frankfurt con una victoria por 5-0. La semana siguiente, el 18 de agosto de 2018, Kimmich jugó en la victoria por 1-0 contra el SV Drochtersen/Assel en la primera ronda de la Copa de Alemania. Kimmich jugó en el partido inaugural de la temporada de la Bundesliga contra el Hoffenheim el 24 de agosto de 2018. El Bayern ganó el partido 3–1. El primer gol de la temporada de Kimmich llegó contra el Hannover el 15 de diciembre de 2018. Hizo su aparición número 100 en la liga con el club el 9 de febrero de 2019 durante una victoria por 3-1 sobre sus rivales, el Schalke.
Kimmich jugó cada minuto en los 34 partidos de la Bundesliga. En esos 34 partidos, Kimmich anotó dos goles y terminó segundo en la liga con 13 asistencias. El 14 de agosto de 2020, Kimmich anotó un gol y proporcionó una asistencia en la victoria por 8-2 sobre el Barcelona en los cuartos de final de la Liga de Campeones de la UEFA 2019-20. El 23 de agosto de 2020, Kimmich hizo una asistencia importante para el gol de Kingsley Coman en la victoria contra el Paris Saint-Germain en la final, para ser su primer título de la Champions League junto con su compañero de equipo Serge Gnabry, otro producto de la academia del VfB Stuttgart.
Kimmich comenzó la temporada 2020-21 adquiriendo la camiseta número 6, después de que Thiago Alcántara, que la había usado durante siete años, se fuera al Liverpool. El 30 de septiembre de 2020, marcó el gol de la victoria en la victoria por 3-2 sobre el Borussia Dortmund en la Supercopa de Alemania 2020. El 27 de octubre, Kimmich anotó el gol de la victoria en la victoria a domicilio por 2-1 sobre el Lokomotiv Moscú en la Liga de Campeones de la UEFA 2020-21.

## Selección nacional

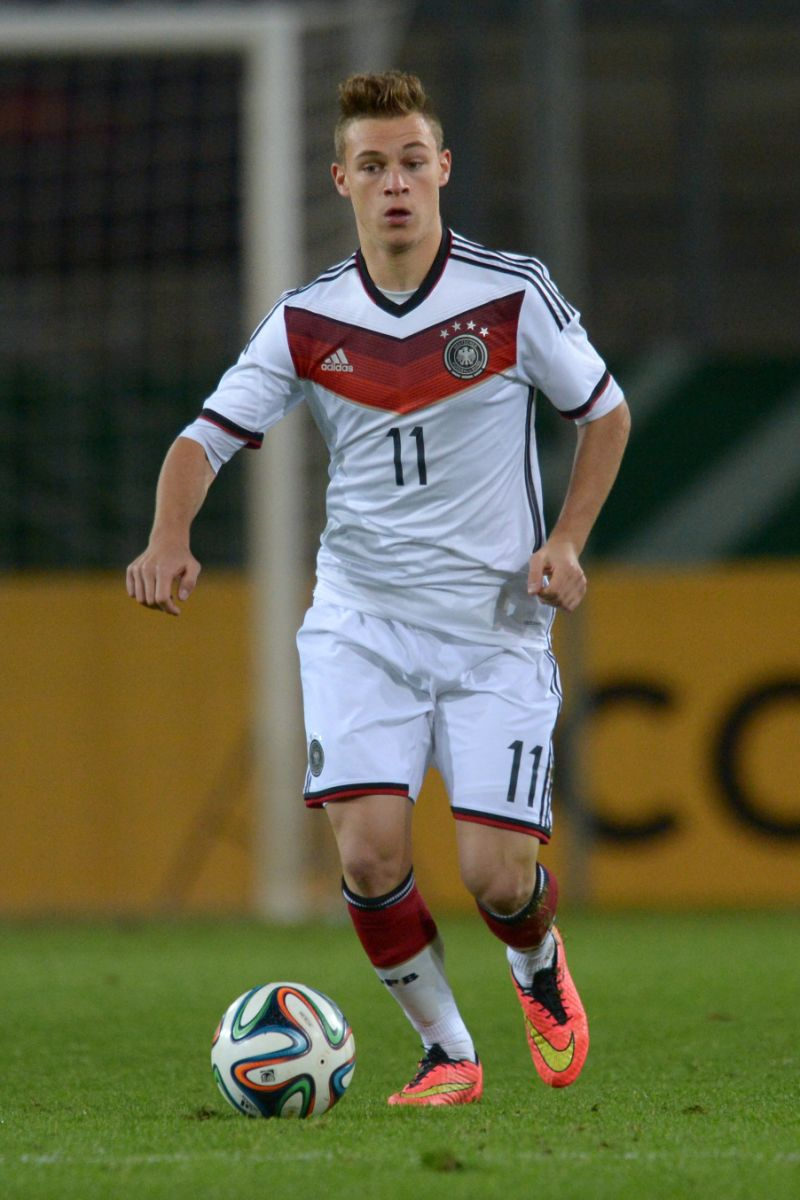
Kimmich jugando para el equipo juvenil de Alemania en 2014

El 17 de mayo de 2016, Kimmich fue incluido en la selección preliminar de 27 jugadores de Alemania para la Eurocopa 2016. El 31 de mayo de 2016, fue incluido en el equipo final de 23 hombres y recibió la camiseta número 21. El 21 de junio de 2016, Kimmich fue seleccionado para comenzar con Alemania en su último partido del Grupo C contra Irlanda del Norte, reemplazando a Benedikt Höwedes en el lateral derecho. Kimmich siguió siendo el lateral derecho preferido de Alemania cuando llegó a las semifinales y fue incluido en el Equipo del Torneo de la UEFA.
El 4 de septiembre de 2016, Kimmich anotó su primer gol con la selección alemana en la victoria por 3-0 sobre Noruega durante la clasificación para la Copa Mundial de la FIFA 2018.
El 17 de mayo de 2017, Kimmich fue incluido en la selección de Alemania de Joachim Löw para la Copa FIFA Confederaciones 2017. Comenzó en los cinco partidos del equipo en el torneo, registrando dos asistencias, ya que Alemania ganó su primer título de la Copa Confederaciones.
El 6 de junio de 2017, Kimmich anotó en un amistoso contra Dinamarca en el minuto 88 del partido, lo que ayudó a Alemania a conseguir su último empate contra Dinamarca, ya que el partido terminó 1-1.
El 4 de junio de 2018, Kimmich fue seleccionado para la última selección de 23 jugadores de Alemania por Joachim Löw para la Copa Mundial de la FIFA 2018. El 17 de junio de 2018, Kimmich hizo su debut en la Copa del Mundo contra México en su primer partido, pero el juego terminó en una derrota por 1-0 para Alemania.
El 6 de septiembre de 2018 inició el primer partido de la Liga de Naciones de la UEFA de Alemania contra Francia, jugando como centrocampista por primera vez en 18 meses. En las semifinales de esta competición, pero en la edición de la temporada 2024-25, alcanzó las cien internacionalidades.

#### Participaciones en Copas del Mundo
| Mundial                        | Sede  | Resultado    |
| ------------------------------ | ----- | ------------ |
| Copa Mundial de Fútbol de 2018 | Rusia | Primera fase |
| Copa Mundial de Fútbol de 2022 | Catar | Primera fase |

#### Participaciones en Eurocopas
| Torneo                  | Sede            | Resultado        |
| ----------------------- | --------------- | ---------------- |
| Eurocopa Sub-19 de 2014 | Hungría         | Campeón          |
| Eurocopa Sub-21 de 2015 | República Checa | Semifinales      |
| Eurocopa 2016           | Francia         | Semifinales      |
| Eurocopa 2020           | Europa          | Octavos de final |
| Eurocopa 2024           | Alemania        | Cuartos de final |

#### Participaciones en Copa Confederaciones
| Torneo                    | Sede  | Resultado |
| ------------------------- | ----- | --------- |
| Copa Confederaciones 2017 | Rusia | Campeón   |

## Estadísticas

### Clubes
Actualizado al último partido disputado el 16 de agosto de 2025.
| Club                        | Div.          | Temporada     | Liga  | Liga  | Liga   | Copas nacionales | Copas nacionales | Copas nacionales | Copas internacionales | Copas internacionales | Copas internacionales | Total | Total | Total  |
| Club                        | Div.          | Temporada     | Part. | Goles | Asist. | Part.            | Goles            | Asist.           | Part.                 | Goles                 | Asist.                | Part. | Goles | Asist. |
| --------------------------- | ------------- | ------------- | ----- | ----- | ------ | ---------------- | ---------------- | ---------------- | --------------------- | --------------------- | --------------------- | ----- | ----- | ------ |
| R. B. Leipzig · Alemania    | 3.ª           | 2013-14       | 26    | 1     | 2      | 0                | 0                | 0                | —                     | —                     | —                     | 26    | 1     | 2      |
| R. B. Leipzig · Alemania    | 2.ª           | 2014-15       | 27    | 2     | 2      | 2                | 0                | 0                | —                     | —                     | —                     | 29    | 2     | 2      |
| R. B. Leipzig · Alemania    | Total club    | Total club    | 53    | 3     | 4      | 2                | 0                | 0                | 0                     | 0                     | 0                     | 55    | 3     | 4      |
| Bayern de Múnich · Alemania | 1.ª           | 2015-16       | 23    | 0     | 2      | 4                | 0                | 0                | 9                     | 0                     | 0                     | 36    | 0     | 2      |
| Bayern de Múnich · Alemania | 1.ª           | 2016-17       | 27    | 6     | 1      | 5                | 0                | 1                | 8                     | 3                     | 0                     | 40    | 9     | 2      |
| Bayern de Múnich · Alemania | 1.ª           | 2017-18       | 29    | 1     | 10     | 7                | 1                | 2                | 11                    | 4                     | 3                     | 47    | 6     | 15     |
| Bayern de Múnich · Alemania | 1.ª           | 2018-19       | 34    | 2     | 13     | 7                | 0                | 3                | 7                     | 0                     | 2                     | 48    | 2     | 18     |
| Bayern de Múnich · Alemania | 1.ª           | 2019-20       | 33    | 4     | 7      | 7                | 1                | 4                | 11                    | 2                     | 4                     | 51    | 7     | 15     |
| Bayern de Múnich · Alemania | 1.ª           | 2020-21       | 27    | 4     | 10     | 2                | 1                | 0                | 10                    | 1                     | 4                     | 39    | 6     | 14     |
| Bayern de Múnich · Alemania | 1.ª           | 2021-22       | 28    | 3     | 11     | 3                | 0                | 0                | 8                     | 0                     | 0                     | 39    | 3     | 11     |
| Bayern de Múnich · Alemania | 1.ª           | 2022-23       | 33    | 5     | 6      | 5                | 1                | 2                | 9                     | 1                     | 3                     | 47    | 7     | 11     |
| Bayern de Múnich · Alemania | 1.ª           | 2023-24       | 28    | 1     | 6      | 3                | 0                | 1                | 12                    | 1                     | 2                     | 43    | 2     | 9      |
| Bayern de Múnich · Alemania | 1.ª           | 2024-25       | 33    | 3     | 6      | 3                | 0                | 0                | 19                    | 0                     | 5                     | 55    | 3     | 11     |
| Bayern de Múnich · Alemania | 1.ª           | 2025-26       | 0     | 0     | 0      | 1                | 0                | 0                | 0                     | 0                     | 0                     | 1     | 0     | 0      |
| Bayern de Múnich · Alemania | Total club    | Total club    | 295   | 29    | 72     | 47               | 4                | 13               | 104                   | 12                    | 23                    | 446   | 45    | 108    |
| Total carrera               | Total carrera | Total carrera | 348   | 32    | 76     | 49               | 4                | 13               | 104                   | 12                    | 23                    | 501   | 48    | 112    |

## Palmarés

### Títulos nacionales
| Título                | Club             | País     | Año     |
| --------------------- | ---------------- | -------- | ------- |
| Bundesliga            | Bayern de Múnich | Alemania | 2015-16 |
| Copa de Alemania      | Bayern de Múnich | Alemania | 2015-16 |
| Supercopa de Alemania | Bayern de Múnich | Alemania | 2016    |
| Bundesliga            | Bayern de Múnich | Alemania | 2016-17 |
| Supercopa de Alemania | Bayern de Múnich | Alemania | 2017    |
| Bundesliga            | Bayern de Múnich | Alemania | 2017-18 |
| Supercopa de Alemania | Bayern de Múnich | Alemania | 2018    |
| Bundesliga            | Bayern de Múnich | Alemania | 2018-19 |
| Copa de Alemania      | Bayern de Múnich | Alemania | 2018-19 |
| Bundesliga            | Bayern de Múnich | Alemania | 2019-20 |
| Copa de Alemania      | Bayern de Múnich | Alemania | 2019-20 |
| Supercopa de Alemania | Bayern de Múnich | Alemania | 2020    |
| Bundesliga            | Bayern de Múnich | Alemania | 2020-21 |
| Supercopa de Alemania | Bayern de Múnich | Alemania | 2021    |
| Bundesliga            | Bayern de Múnich | Alemania | 2021-22 |
| Supercopa de Alemania | Bayern de Múnich | Alemania | 2022    |
| Bundesliga            | Bayern de Múnich | Alemania | 2022-23 |
| Bundesliga            | Bayern de Múnich | Alemania | 2024-25 |
| Supercopa de Alemania | Bayern de Múnich | Alemania | 2025    |

### Títulos internacionales
| Título                       | Equipo (*)            | Sede     | Año     |
| ---------------------------- | --------------------- | -------- | ------- |
| Campeonato de Europa Sub-19  | Selección de Alemania | Hungría  | 2014    |
| Copa Confederaciones         | Selección de Alemania | Rusia    | 2017    |
| Liga de Campeones de la UEFA | Bayern de Múnich      | Lisboa   | 2019-20 |
| Supercopa de la UEFA         | Bayern de Múnich      | Budapest | 2020    |
| Copa Mundial de Clubes       | Bayern de Múnich      | Catar    | 2020    |

(*) Incluyendo a la selección.

### Distinciones individuales
| Distinción                                                          | Año     |
| ------------------------------------------------------------------- | ------- |
| Medalla Fritz Walter de Plata al mejor futbolista menor de 18 años  | 2013    |
| Medalla Fritz Walter de Bronce al mejor futbolista menor de 19 años | 2014    |
| Parte del Equipo del Torneo de la Eurocopa                          | 2016    |
| Parte de los cien mejores futbolistas del mundo según FourFourTwo   | 2016    |
| Parte de los cien mejores futbolistas del mundo según The Guardian  | 2016    |
| Mejor jugador del año del Bayern de Múnich según Bild               | 2017    |
| Mejor jugador del año de la selección alemana                       | 2017    |
| Nominado al XI Mundial FIFA/FIFPro                                  | 2018    |
| Parte del Equipo ideal de la Bundesliga                             | 2018-19 |
| Mejor Defensa del año de la UEFA                                    | 2020    |
| Balón de Bronce de la Copa Mundial de Clubes de la FIFA 2020        | 2020    |
| Parte del XI Mundial FIFA/FIFPro                                    | 2020    |
| Parte de los 100 mejores jugadores del mundo según The Guardian     | 2022    |

## Estilo de juego
Horst Hrubesch ha elogiado a Kimmich por su versatilidad, diciendo que "Joshua tiene una calidad enorme y es versátil tanto en el ataque como en la defensa". Refiriéndose a la versatilidad de Kimmich, un artículo de 2017 en el sitio web oficial de la Bundesliga se refirió a él como una "auténtica navaja suiza de un jugador", citando la conversión de Guardiola de un jugador al que una vez se refirió como "uno de los mejores centrocampistas defensivos del mundo" en un lateral derecho.
Amin Younes también elogió la conciencia defensiva de Kimmich en una entrevista, después de la fase de grupos de la Eurocopa Sub-21. "Recuperando el balón magníficamente. Lo hace muy bien", dijo Younes a los medios. Durante la competición sub-21, Philip Röber de UEFA.com, describió el estilo de juego de Kimmich en el sitio web y lo comparó con İlkay Gündoğan, pero otros críticos lo compararon con el capitán retirado del Bayern, Philipp Lahm.
En Leipzig, formó parte de un equipo extremadamente ofensivo en el que se destacaron sus cualidades para ganar el balón frente a un defensa alto de cuatro. En la selección de Alemania Sub-21, tiene un papel más profundo, pero también ha llamado la atención como un centrocampista defensivo ordenado. Kimmich tiene una gran sincronización en sus tacleadas, puede regatear y no le importa hacer el trabajo de campo.
El propio Kimmich ha citado a Bastian Schweinsteiger como su inspiración.

## Vida personal
Kimmich tiene dos hijos, un hijo nacido en 2019, y una hija, nacida en octubre de 2020, con su novia Lina Meyer. Lanzó una iniciativa en línea "We Kick Corona" con su compañero de equipo del Bayern Múnich Leon Goretzka, para ayudar a instituciones benéficas, sociales o médicas durante la pandemia de COVID-19.